# Eußerbach
Der Eußerbach mit seinem Oberlauf Katzenbach ist ein Fließgewässer im rheinland-pfälzischen Landkreis Südliche Weinstraße und der knapp 9 km lange, rechte bzw. nordwestliche Quellbach des Eisbachs. Von der Wasserwirtschaftsverwaltung Rheinland-Pfalz wird die Länge des Eußerbachs einschließlich des etwa 1,5 km langen Eisbachs mit 10,48 km angegeben.

## Name
Der Bach wurde nach der Ortschaft Eußerthal (Eußer(thal)bach) benannt und zu Eußerbach verkürzt. Der Ortsname bedeutete ursprünglich Tal des *Ūtheri (Personenname).

## Geographie

### Verlauf
Der Eußerbach entspringt als Katzenbach im mittleren Pfälzerwald auf einer Höhe von etwa 348 m ü. NHN in einem zum Roschbacher Wald gehörenden Tal 1 km westsüdwestlich des 566 m hohen Pfaffenkopfs und fließt zunächst in weitgehend südlicher Richtung.
Dann wendet sich der Katzenbach deutlich nach Südwesten und vereinigt sich auf etwa 232 m Höhe mit dem von rechts aus Nordwesten kommenden Dörenbach zum Eußerbach, der wiederum nach Süden fließt. 2 km weiter ist er zum 450 m langen Schweinswoog aufgestaut, in dem Forellenzucht betrieben wird.
Am Eingang der Ortsgemeinde Eußerthal mündet als stärkster Zulauf auf etwa 201 m Höhe von rechts der Dürrentalbach, der hier an seinem Unterlauf auch Sulzbach genannt wird und einem Eußerthaler Weg seinen Namen gegeben hat. Für den Rest seines Laufs fließt der Eußerbach in Richtung Südosten. Innerhalb der Gemeinde zweigt der Mühlbach nach rechts ab und wird nach 1 km wieder eingeleitet; er diente einst als Kanal zur Versorgung einer Mühle, die früher nach der Zisterzienser-Abtei Eußerthal den Namen Klostermühle trug und heute Alte Mühle heißt. Unterhalb von Eußerthal erfährt der Eußerbach einen zweiten Abzweig nach rechts, der nach etwa 800 m wieder zurückmündet, und empfängt von links den Eischbach.
In der Gemarkung der Kleinstadt Annweiler am Trifels vereinigt sich der Eußerbach auf etwa 174 m Höhe mit dem von links aus Nordosten kommenden, knapp 7,5 km langen Dernbach zum Eisbach, der bereits nach 1,5 km von links in den Rheinnebenfluss Queich mündet.
Der 8,9 km lange Lauf des Eußerbachs endet ungefähr 174 Höhenmeter unterhalb seiner Quelle, er hat somit ein mittleres Sohlgefälle von etwa 20 ‰.

### Zuflüsse
Die Zuflüsse des Eußerbachs sind bachabwärts mit Mündungsseite, Länge und Einzugsgebiet aufgelistet:
- Flemlinger Bach[5] (rechts), 0,4 km und 0,69 km²
- Walsheimer Bach[6] (rechts), 0,2 km und 0,24 km²
- Katzentalbach (links), 0,2 km und 0,76 km²
- Dörenbach[7] (rechts), 3,4 km und 7,25 km²
- Krappengraben (rechts), 0,4 km und 0,38 km²
- Lauberstalbach[8] (links), 0,7 km und 1,60 km²
- Dürrentalbach,[9] am Unterlauf auch Sulzbach (rechts), 3,9 km und 7,30 km²
- Prestenbach[10] (rechts), 0,9 km und 1,16 km²
- Auerbach[11] (rechts), 0,2 km und 0,30 km²
- Eischbach[12] (links), 2,2 km und 1,70 km²
- Ruthenbach[13] (rechts), 0,9 km und 0,54 km²

## Verkehr
Der Eußerbach teilweise und sein rechter Zufluss Dürrentalbach zur Gänze fließen parallel zur Landesstraße 505, die schmal und kurvenreich von der B 10 (Pirmasens–Landau) im Süden durch Eußerthal bis zum Forsthaus Taubensuhl nach Nordwesten führt.

## Sehenswürdigkeiten

Kulturdenkmäler im Tal des Eußerbachs
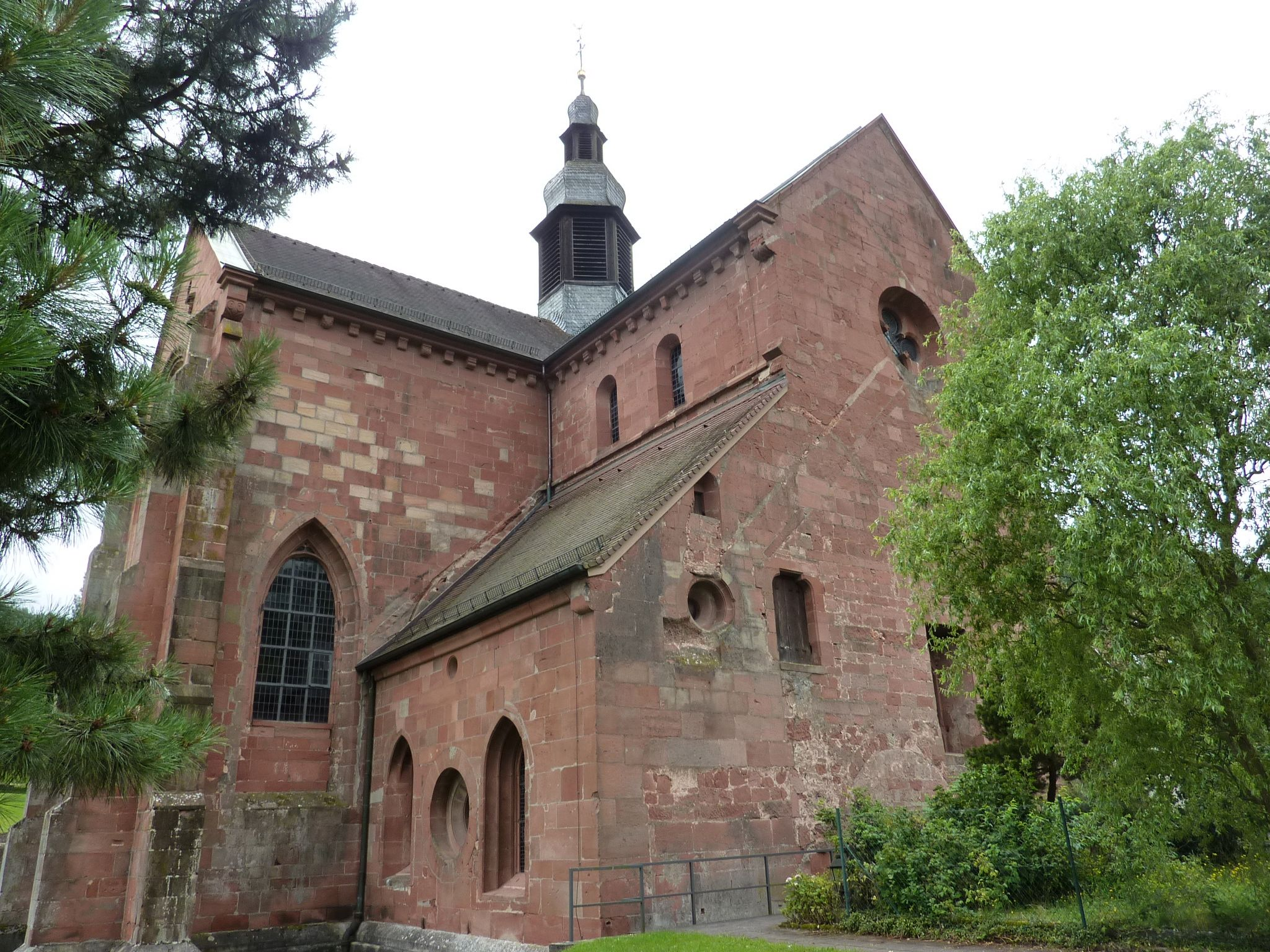
Klosterkirche Eußerthal
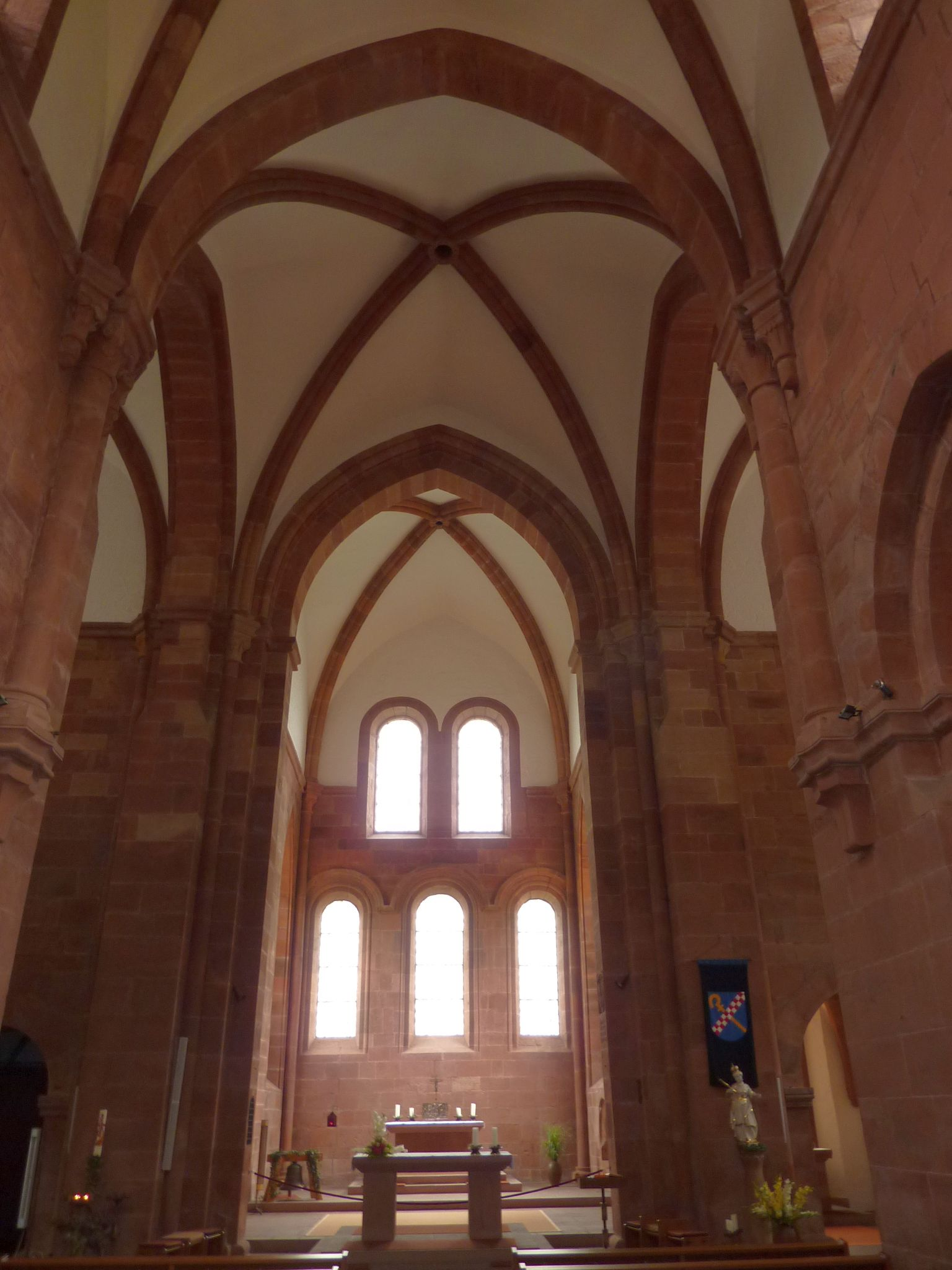
Innenaufnahme der Klosterkirche
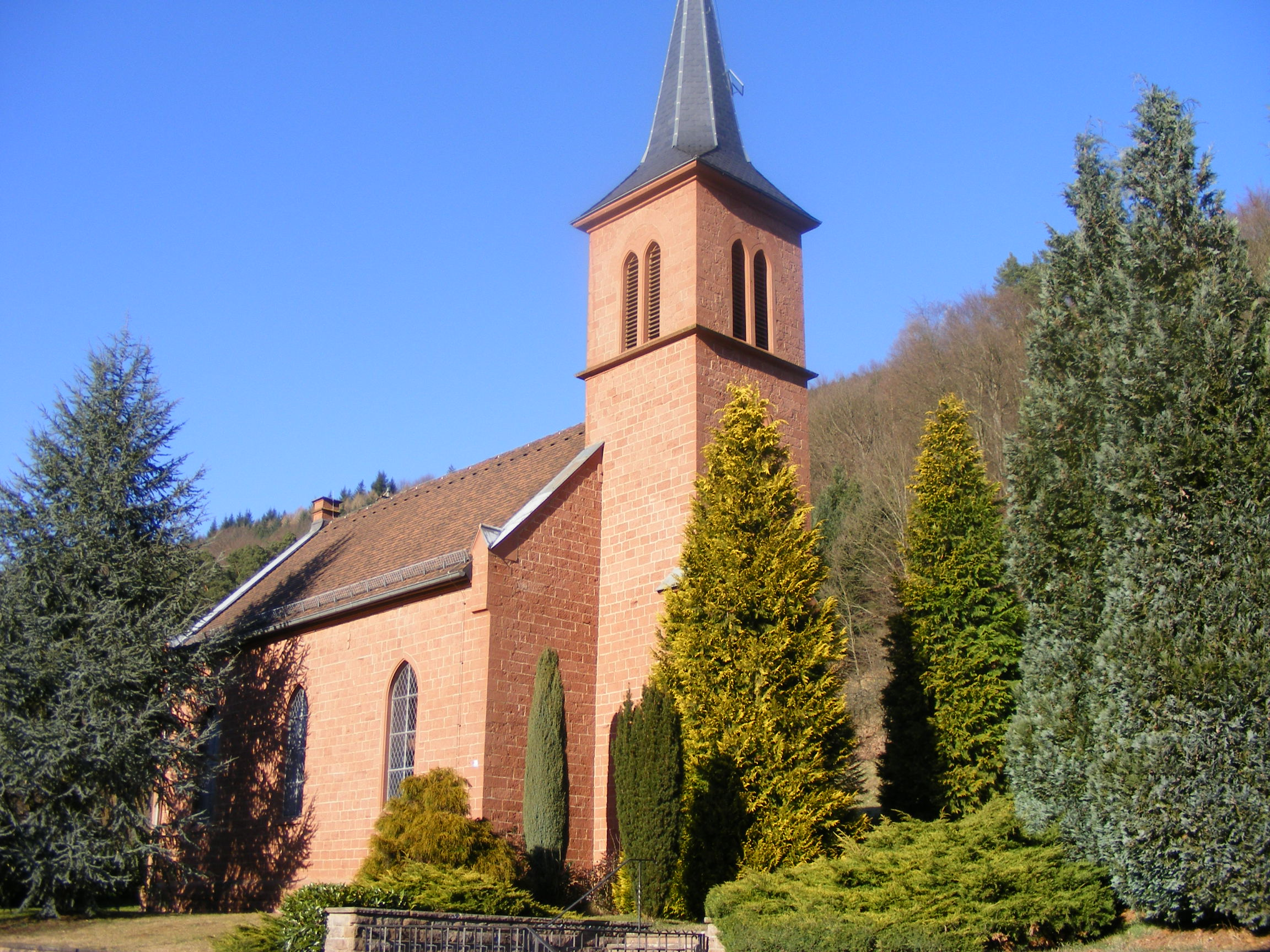
Evangelische Pfarrkirche Eußerthal
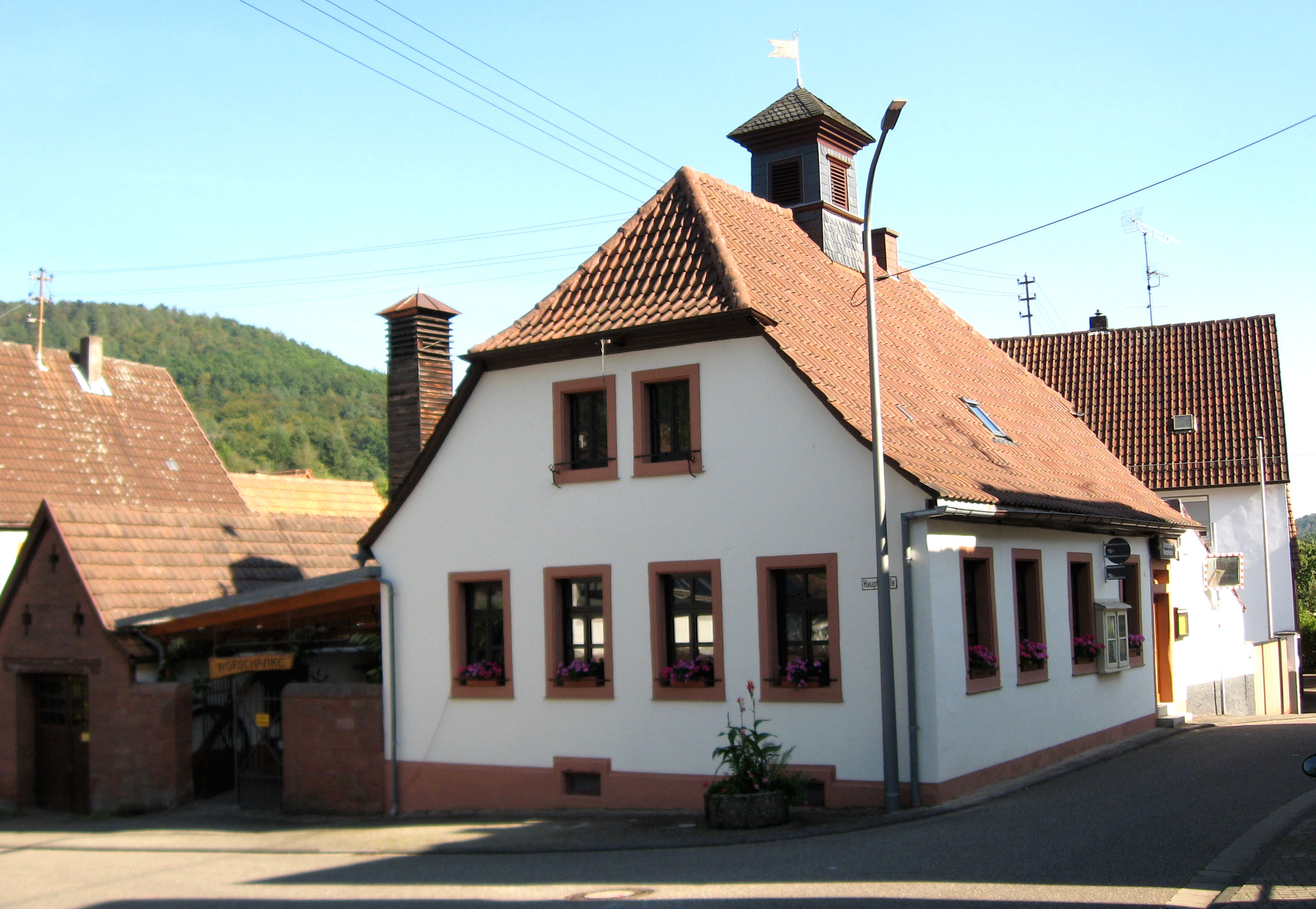
Schulhaus Eußerthal

- Klosterkirche – Das historisch bedeutendste Bauwerk im Tal des Eußerbachs ist die romanische Kirche St. Bernhard der ehemaligen Zisterzienser-Abtei Eußerthal.

- Aussichtspunkte – Die Landesstraße 505, die von etwa 170 m im Süden auf Höhen von über 500 m ansteigt, gilt als sehr malerisch und besitzt hochgelegene Aussichtspunkte. Die Umgebung ist weitgehend naturbelassen.